# クライド海軍基地
クライド海軍基地（クライドかいぐんきち、His Majesty's Naval Base, Clyde、HMNB Clyde、英国軍艦ネプチューン〈HMS Neptune〉とも）はイギリス海軍における作戦基地のうちの1つ。主たる施設が所在するファスレーン（Faslane）は、デヴォンポート海軍基地およびポーツマス海軍基地とならぶ、イギリスにおけるイギリス海軍の3つの作戦基地のひとつである。
クライド海軍基地はスコットランドにおける海軍の司令部であり、イギリスの戦略核戦力であるトライデント D5 ミサイルで武装したヴァンガード級原子力潜水艦（トライデント潜水艦部隊）の母港としてもっともよく知られている。
クライド海軍基地は、アーガイル・アンド・ビュートのゲール入江東岸にあり、ファース・オブ・クライドの北、グラスゴーの40キロメートル西にある。潜水艦基地はいくつかの施設からなっており、重要なのは次の2つである
- ファスレーン（グラスゴーから40キロメートル）
- クールポート王立海軍弾薬庫（ロッホ・ロング沿い、ファスレーンの西3.2キロメートル）

ファスレーンはまたディフェンス・エキップメント・アンド・サポートの施設でもあって、グレート・ハーバーおよびグリーノックの施設はバブコック・マリーン・アンド・テクノロジー（Babcock Marine and Technology）およびセルコ・デンホルム（Serco Denholm）によって管理運営されている。

## ファスレーン海軍基地

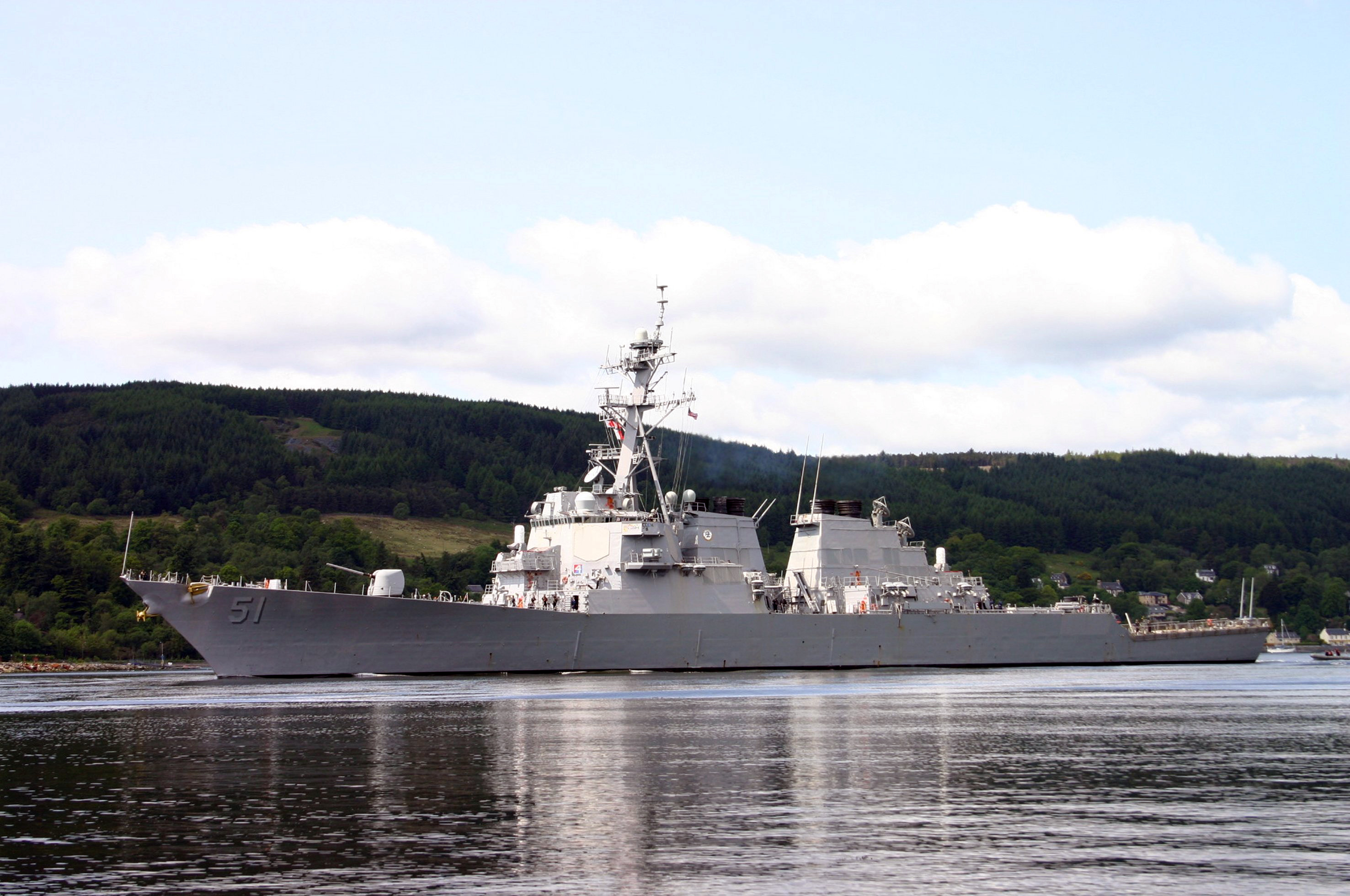
クライド基地から出港するアーレイ・バーク’（USS Arleigh Burke）

ファスレーン海軍基地は、クライド海軍基地の主要な構成要素である。ファスレーンにある海軍の陸上施設は英国軍艦ネプチューン（HMS Neptune）と呼ばれ、この基地に配属されている航洋艦船乗員ではない海軍隊員は、艦船造修部門を構成している。ゲール入江とロング入江はどちらもファース・オブ・クライドから北方に伸びる入江である。この基地は、ヴァンガード級弾道ミサイル原子力潜水艦および攻撃型原子力潜水艦の母港であり、イギリス海兵隊艦隊防護グループの支援を受けている。
この基地には以下のようにいくつもの部隊が間借りをしている。
- FOSNNI（Flag Officer Scotland, Northern England and Northern Ireland、Flag Officer Reserves〈FORes〉を兼務）
- 北部ダイヴィング・グループ（Northern Diving Group）
- 国防省警察（英語版）スコットランド本部

基地には3000人の軍人と軍人家族800人、そしてバブコック社の要員が大多数を占める文民勤務者4000人がおり、アーガイル・アンド・ビュートおよび西ダンバートシャーの経済の主要な部分を形成している。
ファスレーンは最初に建設され、第2次大戦中には基地として使用されていた。1960年代、イギリス政府は、特別に建造された潜水艦からイギリス製核弾頭を発射するポラリス・システムを購入するべく、アメリカとポラリス売却協定の交渉をはじめた。最終的に4隻のレゾリューション級原子力潜水艦が建造され、これらの潜水艦はファスレーンを恒久的な基地とした。
冷戦の高潮期にファスレーンはこれら潜水艦の基地として選定されたが、それはファスレーンの地理的位置のゆえであった。ファスレーンは、相対的に僻地にあるが容易に航行可能なゲール入江とスコットランド西岸によって聖域を形成しているからである。この位置のゆえに、ノース海峡を経由して北大西洋へ、あるいはGIUKギャップ経由でノルウェー海の潜水艦哨戒海域への迅速かつ秘匿されたアクセスが可能になっている。この場所はまた、1961年から1992年まで活動した、ホーリー・ロッホのアメリカの弾道ミサイル原子力潜水艦基地としても選ばれた。1隻の潜水艦はいつでも常に哨戒中であり、政治的に不安定な時期には時として、2隻が海に展開していた。
1971年、攻撃型原子力潜水艦とディーゼル動力型哨戒潜水艦からなる第3潜水艦戦隊「ザ・ファイターズ」と、4隻のポラリス潜水艦からなる第10潜水艦戦隊「ザ・ボマーズ」の母港であった。この基地はまた、潜水艦隊に加わる前の全ての潜水艦に対する訓練を実施しており、「叩き上げ（work up）」として知られている。

### ファスレーン戦隊
ファスレーンには2つの潜水艦戦隊が所在する。

#### 第10潜水戦隊
第10潜水戦隊（10th Submarine Squadron）は、弾道ミサイル原子力潜水艦部隊である。1960年代に、イギリスの戦略核抑止の一部をなすポラリス・ミサイルを搭載するレゾリューション級原子力潜水艦の部隊として、クライドに編成された。1980年代、イギリス政府はポラリス・ミサイルを搭載するレゾリューション級を、やはりファスレーンを母港とする、新たに開発されたトライデント・ミサイルを搭載した4隻のヴァンガード級原子力潜水艦で置換する計画を公表した。
- ヴァンガード（HMS Vanguard, S28）
- ヴィクトリアス（HMS Victorious, S29）
- ヴィジラント（HMS Vigilant, S30）
- ヴェンジャンス（HMS Vengeance, S31）

#### 第3潜水艦戦隊
アスチュートが母港たるファスレーンに初めて入港したのは、2009年11月20日のことである。アスチュートは、アスチュート級原子力潜水艦の1番艦で、2010年8月に就役した。

#### その他の艦船
クライドは、サンダウン級機雷掃討艇からなる第1機雷掃討戦隊の基地でもある。北アイルランド戦隊の哨戒艦艇は、1993年から戦隊が解体された2005年7月までファスレーンを基地とした。
アーチャー級哨戒艇の武装哨戒艇トラッカー（
HMS Tracker, P274）およびレイダー（HMS Raider, P275）は、いまではクライド基地に駐留し、ファスレーン哨戒隊を形成している。ファスレーン哨戒隊は、ファース・オブ・クライドの高価値艦船に対する海上フォース・プロテクションを提供している。パーサー（HMS Pursuer, P273）も同じくクライドに駐留しているが、王立海軍部隊大学（University Royal Naval Unit）に属している。

### 保安と事故
イヴニング・スター演習は、ファスレーンにおける核兵器事故への緊急対応手順に対する年次検証である。この演習は原子力規制局によって実施される。2011年の検証は「演習の指揮・統制の側面は、適切に実行されたとは考えられない」。2013年から2014年にかけて、99件の原子炉関連の放射線事故、6件の核兵器関連事故が発生した。これらは少なくとも6年で最悪の件数である。これらの事故は小規模なものであったので、国防省は公衆をリスクにさらさずにいつづけている。スコットランド国民党の国防問題スポークスマン、アーガス・ロバートソンはこれらを「総じてショッキング」と呼んだ。

### 反核デモ
これら核搭載可能なミサイルがあるため、ファスレーンは、核武装解除キャンペーン（en）や、トライデントの鋤（en）を含むスコットランドの圧力団体によるデモンストレーションを惹きつけている。恒久的なファスレーン平和キャンプが、頻繁にデモが行われている基地ゲート外側にある。ファスレーンの存在は、スコットランド政治における争点のひとつである。スコットランド国民党が在来型兵器で武装し在来型動力を備える海軍艦艇を支援するための基地を維持することに対して保障を与えているが、スコットランド国民党だけでなく、スコットランド社会主義者党、スコットランド緑の党は核兵器の展開には反対している。ジョージ・ギャロウェイのように、独立運動家のなかにはファスレーン外周での示威行動に参加するものもいる。こうした示威行動は、基地勤務者が勤務のために基地にたどり着くのを妨げられるだけのあいだ基地を閉鎖するためのもので、抗議に参加した人々のかなりの数が非暴力的市民的不服従によって逮捕されている。

#### 大封鎖
大封鎖（big blockade）は1999年以来、毎年2月第2週に行われており、基地を24時間封鎖することを目指している（が、成功したことがない）。このイベントには数千人もの平和活動家が参加し、時として350人以上の逮捕者を出している。

#### ファスレーン365
ファスレーン365運動（Faslane 365 campaign）は、基地における通年の抗議活動である。これは、イギリスの核兵器を武装解除するための批判的な公的圧力をかけるための市民的抵抗運動である。しかしながら、抗議に参加するグループはファスレーンおよびクールポートに対する直接行動を続けており、131の封鎖グループが参加し、1150人が逮捕されている。

## クールポート王立海軍弾薬庫
ロング入江のクールポート王立海軍弾薬庫は、クライド海軍基地のもうひとつの主要構成部分である。クールポート海軍弾薬庫はイギリス海軍艦艇のための在来型兵器が貯蔵されているが、最もよく知られているのはトライデント・ミサイル・システムのための役割である。核兵器貯蔵庫のバンカーは山の尾根をくり抜いて設けられている。イギリスが設計・建造した核弾頭は、トライデント・ミサイル（ミサイルそのものはロッキード・マーティンが建造した）に取り付けることができる。イギリスは、アメリカ海軍と共有する「プール」から58発のミサイルに対する所有権をもっている。すべてのミサイルは弾薬庫から搬出されて潜水艦に搭載されるが、通常はキングズベイ海軍基地（アメリカ・ジョージア州）にあるアメリカ海軍施設で整備されている。
基地の建設は、ファスレーンがポラリス搭載潜水艦基地に選定された1963年に建設から、最初のポラリス潜水艦が哨戒を始めた1968年までの間に行われた。安全上の配慮が求められるのと同時に、弾薬庫と主要施設との間を水上で1時間以内の移動で往来できるように、武器の整備・貯蔵施設は、主要施設から最小で1300メートル（4400フィート）離れた専用の埠頭に設けられた。トライデント・ミサイル・プログラムを支援するために、追加施設が1980年代に建造された。